# Stránske
Stránske es un municipio del distrito de Žilina en la región de Žilina, Eslovaquia, con una población estimada a final del año 2024 de 950 habitantes.
Se encuentra ubicado al oeste de la región, cerca del curso alto del río Váh (cuenca hidrográfica del Danubio) y de la frontera con la región de Trenčín.

## Demografía
| Año        | 1994 | 2004    | 2014     | 2024     |
| ---------- | ---- | ------- | -------- | -------- |
| Población  | 697  | 686     | 788      | 950      |
| Diferencia |      | −1,57 % | +14,86 % | +20,55 % |

| Año        | 2023 | 2024    |
| ---------- | ---- | ------- |
| Población  | 946  | 950     |
| Diferencia |      | +0,42 % |